# C. Auguste Dupin

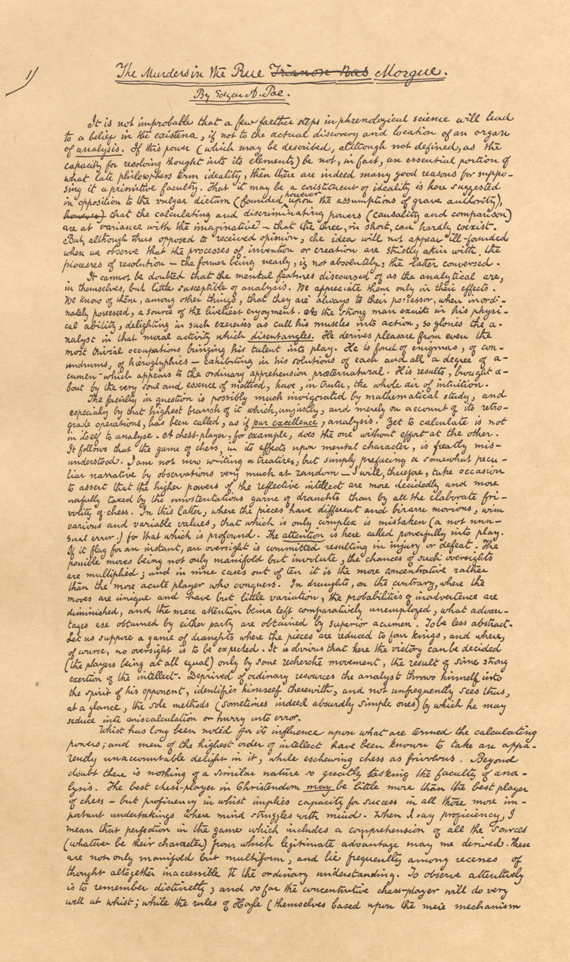
Manuscrit original de The Murders in the Rue Morgue, primera aparició de C. Auguste Dupin.

Chevalier Auguste Dupin, normalment conegut com a C. Auguste Dupin, és un detectiu de ficció creat a mitjan segle xix per l'escriptor estatunidenc Edgar Allan Poe. Dupin va fer la seva primera aparició a Els crims de la Rue Morgue (1841) de Poe, considerat el primer relat policial. Torna a aparèixer en El misteri de Marie Rogêt (1842) i en La carta robada (1844).
Dupin no és un detectiu i les seves motivacions per resoldre els misteris van canviant a través dels tres relats. Fent ús del seny, combina el seu considerable intel·lecte i creativitat ja vista en el nomenat llibre, fins i tot posant-se a si mateix en la ment del criminal. Aquests talents estan tan desenvolupats que sembla llegir la ment del seu acompanyant, el narrador anònim de les tres històries.
Poe va crear Dupin fins i tot abans que el terme detectiu fos conegut. No se sap amb certesa què ho va inspirar, però el cognom Dupin sembla provenir de l'anglès duping, enganyar o estafar. Aquest personatge va asseure les bases per a la creació de nous detectius ficticis, incloent-hi a Sherlock Holmes i Hercule Poirot, i va establir els elements més comuns del gènere policial clàssic.

## Context del personatge

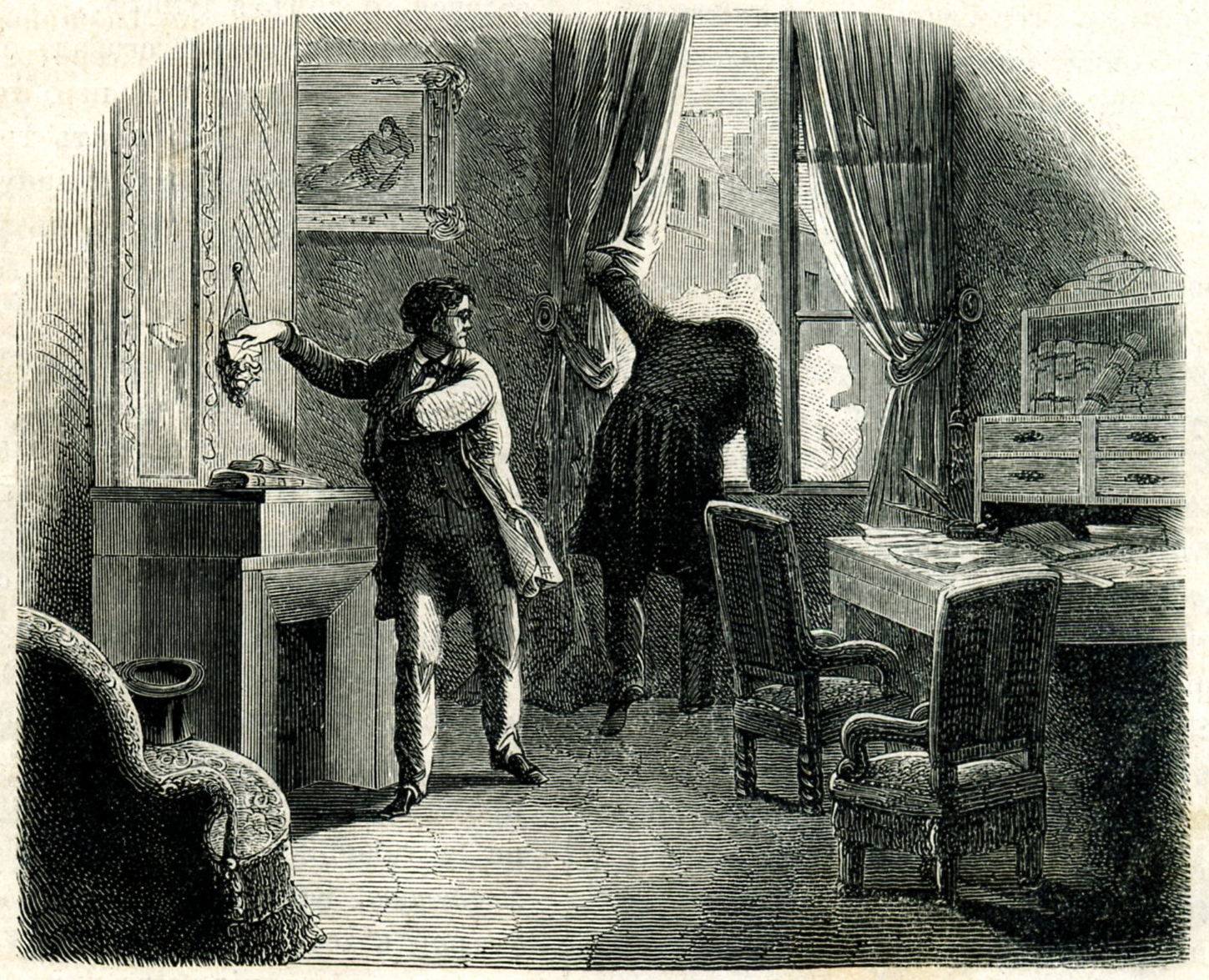
Auguste Dupin, realitzant una intel·ligent maniobra, en una il·lustració de The Purloined Letter (1844).

Dupin viu a París amb el seu proper amic, l'anònim narrador de les històries. Els dos es van conèixer per accident mentre buscaven el mateix rar i extraordinari llibre en una fosca llibreria de París. Aquesta escena i la cerca de tots dos personatges per trobar un llibre ocult serveix com a metàfora per representar el descobriment. Dupin és aficionat als enigmes, endevinalles i jeroglífics. Porta el títol de Chevalier, volent dir això que pertany a la Légion d'honneur.
En Els crims del carrer Morgue, Dupin investiga l'assassinat d'una mare i la seva filla a París.
El mateix personatge investiga un altre assassinat en El misteri de Marie Rogêt. La història es basa en la veritable història de Mary Rogers, una venedora de cigars de Manhattan el cos dels quals va ser oposat surant en el Riu Hudson en 1841.
L'aparició final de Dupin, en La carta Robada, posa en relleu una recerca sobre una carta que li va ser robada a la reina de França. Poe va qualificar a aquesta història com potser, la meva millor història del raciocini.
Al llarg de les tres històries, Dupin recorre tres escenaris. En Els crims del carrer Morgue recorre els carrers de la ciutat; en El misteri de Marie Rogêt està a l'aire lliure, en un descampat; i en La carta robada, en un tancat espai privat.

## Mètode
La destresa educativa de Dupin es pot observar quan llegeix la ment del narrador, aconseguint això en seguir el fil de la conversa d'aquest. El mètode que utilitza Dupin és anivellar-se amb el criminal i endinsar-se en la seva ment. Sabent com pensa un criminal, ell pot resoldre qualsevol crim. Amb aquest sistema, combina la lògica científica amb la imaginació artística. Com un veritable observador, presta especial atenció en allò que ningú nota, com la indecisió, impaciència o una casual o involuntària paraula. Dupin és retratat com una deshumanitzada màquina de pensar, un home l'únic interès del qual és la lògica pura.
El personatge també emfatitza la importància de llegir i escriure, ja que moltes de les pistes venen de llegir els periòdics o del informatius. Aquest mecanisme crida l'atenció del lector, qui segueix avanci buscant les pistes per compte propi.
Dupin no és realment un detectiu i les seves motivacions van canviant en les seves diferents aparicions. En Els crims del carrer Morgue investiga els assassinats només per entretenir-se i provar la innocència d'un home falsament acusat. Ell rebutja una recompensa final en aquesta història. No obstant això, en La carta robada, realitza la recerca per deliberadament obtenir una recompensa financera.

## Inspiració
Poe podria haver tret el cognom Dupin d'un personatge d'una sèrie d'històries publicades en la Burton's Gentleman's Magazine en 1828 anomenades Passatges sense publicar en la Vida de Vidocq, el Ministre Francès de la Policia (Unpublished passages in life of Vidocq, French Minister of Police).  El nom també insinua duping, enganyar o engany, una habilitat que Dupin fa gala en La carta robada. El gènere policial, no obstant això, no tenia precedents i la paraula detectiva encara no era usada quan Poe va presentar a Dupin.  L'exemple més proper en la ficció és Zadig de Voltaire (1748), on el personatge principal efectua gestes similars d'anàlisis. Poe també va treure profit de l'interès del moment. El seu ús d'un orangutan en Els crims del carrer Morgue va ser inspirada per la reacció popular respecte a un orangutan que havia estat en exposició en el Masonic Hall a Filadèlfia el juliol de 1839. En El misteri de Marie Rogêt es va inspirar en una història real que s'havia tornat molt popular.

## Influència i importància literària

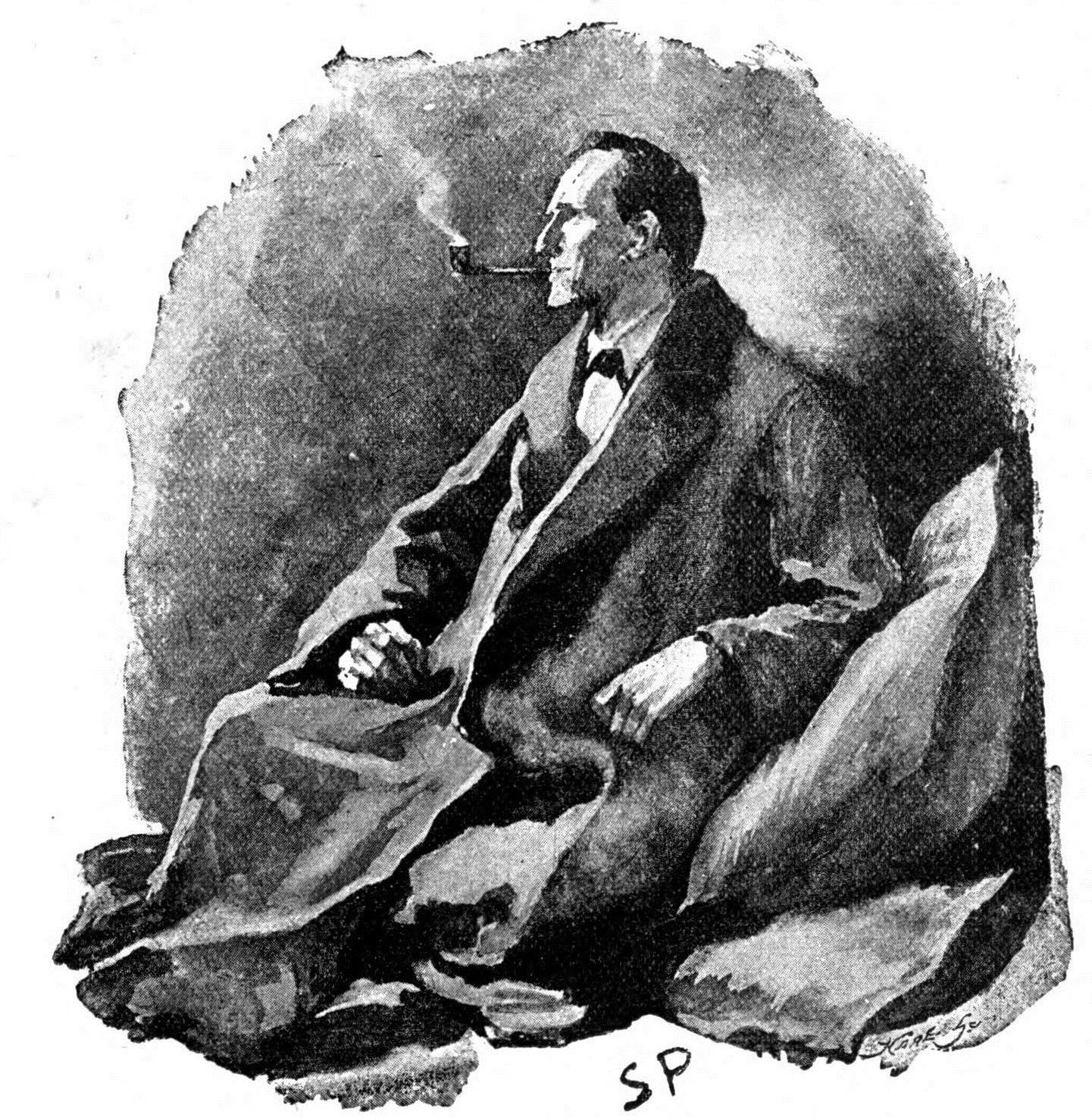
Sherlock Holmes va ser un dels detectius ficticis influenciats per Dupin.

Dupin és generalment reconegut com el primer detectiu en la ficció. El personatge va servir com a prototip per a moltes altres que van ser creats més tard, incloent-hi a Sherlock Holmes d'Arthur Conan Doyle i Hèrcules Poirot d'Agatha Christie. Doyle una vegada va dir: Cadascun [dels relats policials de Poe] és una arrel d'on s'ha desenvolupat una literatura completa... on estaven les històries de detectives fins que Poe va bufar sobre elles l'alè de la vida?
Molts tropos que després arribarien a ser corrents en les novel·les policials van aparèixer primer en els relats de Poe: l'excèntric però brillant detectiu, el policia incompetent, la narració en primera persona per un amic proper. Dupin també inicia el mecanisme de narració on el detectiu anuncia la seva solució i més tard explica el raonament que ho va conduir a això. Igual que Sherlock Holmes, Dupin usa la seva considerable destresa i observació per resoldre crims. Poe també representa a la policia en una manera no compassiva com una espècie d'antítesi del detectiu.
El personatge va ajudar a establir el gènere policial, diferent del de misteri, amb especial èmfasi en l'anàlisi i no al sistema d'intent i error. Brander Matthews deia que el veritable conte policial com ho va concebre Poe no es basa en el misteri en si, sinó més aviat en els successius passos que permeten a l'observador analític resoldre el problema que podrien ser rebutjats per qualsevol ésser humà. De fet, en les tres històries protagonitzades per Dupin, Poe va crear tres tipus de contes policials, els quals van establir un model per totes les futures històries: el físic (Els crims del carrer Morgue), el mental (El misteri de Marie Rogêt), i una versió equilibrada d'ambdues (La carta robada).
Fiódor Dostoievski va qualificar a Poe com un enormement talentós escriptor, i va criticar favorablement els seus contes. El personatge Porfiry Petrovich de la novel·la de Dostoevsky Crim i càstig posseeix característiques molt similars a les de Dupin.

## Altres escriptors

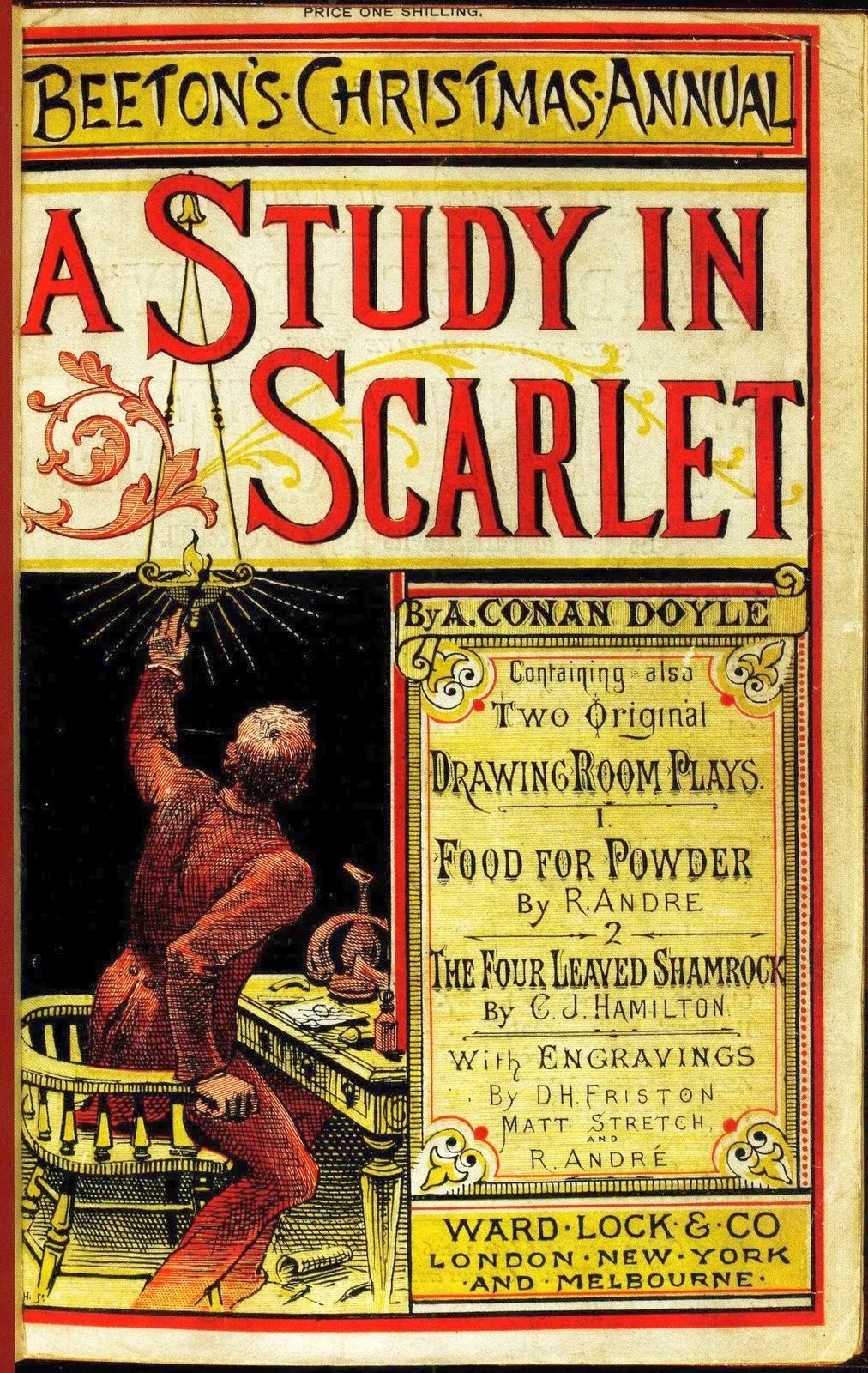
Portada d'Estudi en escarlata.

En la primera història de Holmes, Estudi en escarlata (1887), el Doctor Watson compara Holmes amb Dupin, al que est respon: «no hi ha dubte que creus que estàs afalagant-me... Al meu entendre, Dupin era un tipus bastant inferior, malgrat el fet que aquest detectiu està clarament inspirat en l'altre».
Dupin apareix després en una sèrie de set històries en La revista del misteri d'Ellery Queen (Ellery Queen's Mystery Magazine) de Michael Harrison en la dècada de 1960. Les històries van ser reunides per l'editorial Mycroft & Moran com Les gestes de Chevalier Dupin (The Exploits of Chevalier Dupin). Les històries inclouen El tresor desaparegut (The Vanished Treasure) de maig de 1965 i Els focs de la Rue St. Honoré (The Fires in the Rue St. Honoré) de gener de 1967.
Dupin també va tenir un impacte considerable en el personatge Hercule Poirot d'Agatha Christie, presentat per primera vegada en El misteriós cas de Styles (1920). Després en la vida ficcionada del detectiu, ell escriu un llibre sobre Edgar Allan Poe en la novel·la La tercera noia (1966).
L'home que va ser Poe, una novel·la juvenil d'Edward Irving Wortis, presenta a Dupin fent-se amic d'un noi anomenat Edmund. Els dos resolen misteris en Providència, Rhode Island. Després es revela que Dupin és en realitat Poe mateix.
El novel·lista George Egon Hatvary usa a Dupin en la seva novel·la L'assassinat d'Edgar Allan Poe (1997) com a detectiu i narrador. En la novel·la, Dupin viatja pels Estats Units per investigar les circumstàncies de la misteriosa mort de Poe en 1849. Segons la història, Dupin i Poe es van fer amics quan Poe es va quedar a París al voltant de 1829, i va ser Poe el que va acompanyar a Dupin en els tres casos sobre els quals després va escriure. Hatvary escriu que Dupin té un gran semblant amb Poe, al punt que molta gent els confon als dos a primera vista.
Dupin apareix com a convidat en el còmic d'Alan Moore, The League of Extraordinary Gentlemen (1999), ajudant a localitzar i sotmetre al monstruós Mr Hyde (qui està vivint recentment a París després de fingir la seva mort descrita en L'estrany cas del Dr. Jekyll i Mr. Hyde).
La cerca del Dupin veritable és el centre de la novel·la L'ombra de Poe (The Poe Shadow) de Matthew Pearl, escrita en 2006.
Dupin fa una aparició, al costat de Poe mateix, en la novel·la de 2007 Edgar Allan Poe en Mart (Edgar Allan Poe on Mars) de Jean-Marc Lofficier i Randy Lofficier.

## En altres mitjans
Dupin (interpretat per Joseph Cotten) és un personatge de la pel·lícula de Fletcher Markle de 1951, The Man with a Cloak. Al final, es revela que la identitat de Dupin és en realitat Poe mateix.
En el còmic Batman: Confidencial és presentada la creació de Batman, la super-computadora resol-crims connectada amb les bases de dades de la Interpol i la CIA. Comunament coneguda com a Bat Computer, originalment va ser sobrenomenada Dupin, en homenatge al personatge.
També cal esmentar la pel·lícula Sherlock Holmes and the Great Murder Mystery que, malgrat ser protagonitzat per un altre detectiu està basada en l'obra Els crims del carrer Morgue.